# Heart River (Snake River)
Der Heart River ist ein 7,7 km langer, rechter Nebenfluss des Snake River im Nordwesten der Vereinigten Staaten im Bundesstaat Wyoming. Der Fluss ist als National Wild and Scenic River ausgewiesen und fließt auf seiner gesamten Länge durch den Yellowstone-Nationalpark. 
Die Quellflüsse des Heart River entspringen an der kontinentalen Wasserscheide im Süden des Yellowstone-Nationalparks im Teton County, wenige Kilometer südöstlich des Yellowstone Lake, und fließen dem auf 2284 m gelegenen Heart Lake zu. Der Heart River selbst bildet den Abfluss des Heart Lake und fließt für rund 8 km in südwestliche Richtung. Auf seinem Weg nach Südwesten mündet der Surprise Creek in den Fluss. Der Heart River mündet im Süden des Parks als einer der ersten Zuflüsse auf einer Höhe von 2218 m in den hier nach Süden fließenden Snake River.
Der Heart River ist als Nebenfluss des Snake River Teil des Einzugsgebietes des Columbia River, der in den Pazifischen Ozean entwässert. Das Einzugsgebiet des Heart River umfasst ein Areal von etwa 151 km² und grenzt an die Einzugsgebiete von Yellowstone River im Norden und Osten sowie Lewis River im Westen. 
Man kann den Fluss über den Heart River Trail beziehungsweise den Snake River Trail von der südlichen Parkgrenze erreichen.